# Ibn Saada
Abu-Abd-Al·lah Muhàmmad ibn Yússuf al-Mursí (en àrab Ibn Saʿāda, Abū ʿAbd Allāh Muḥammad b. Yūsuf al-Mursī), més conegut com a Ibn Saada (en àrab Ibn Saʿāda) (1103-1170) fou un cadi i tradicionista andalusí nascut a Múrcia.
Va viatjar a Orient i va treballar amb savis a la Meca, Alexandria a Egipte i a Mahdia a Ifríqiya, retornant a Múrcia en 1132, d'on fou nomenat cadi per després ser-ho de Xàtiva. Va transmetre les tradicions a Múrcia, Xàtiva i València.